# Nuraghe Cherchizza B
Il Cherchizza B è un nuraghe ubicato in territorio di Siligo, all'interno del Santuario nuragico di monte Sant'Antonio, a sudest e alla distanza di 250 metri dal Nuraghe Cherchizza A.

## Descrizione
Secondo il Taramelli si trattava di un nuraghe complesso, sembra si tratti di un monotorre a pianta circolare (dia. m.  12,60). 
Il paramento murario è costituito da grandi massi basaltici appena sbozzati e messi in opera a filari irregolari:
l'altezza massima è pari a 2,45 m. su 6 filari a NO mentre a S affiora un unico corso di pietre (la cui h. massima è di m. 0,50.
La struttura ha avuto diversi crolli ed al momento è in stato di abbandono e invasa dalla vegetazione, per cui non è leggibile la forma architettonica.